# Crematogaster subdentata
Crematogaster subdentata  (лат.) — вид муравьёв из рода Crematogaster подсемейства Myrmicinae.
Включён в Красную книгу Армении.

## Распространение
Восточная Палеарктика. Афганистан, Средняя Азия (Каракумы, Кызылкумы), южный Казахстан, юг Европейской части России (Астраханская область), Кавказ, Украина, Монголия. В 2015 году обнаружен в Крыму (с. Михайловка, Сакского района), куда завезён, предположительно, из Средней Азии.

## Описание
Мелкие муравьи (рабочие имеют длину 3,5—5 мм, самки — 8—9, самцы — 4—5), двуцветные: брюшко чёрное, а голова и грудь красно-коричневые. Первый членик стебелька (петиоль) трапециевидный (вид сверху). Задняя часть груди (проподеум) без шипиков или зубцов. Гнёзда устраивают в ветвях и стволах деревьев (дендробионты), иногда в почве. Разводят тлей для получения пади, до растений с которыми образует мощные фуражировочные тропинки. Делают крупные запасы мёртвых тлей в камерах своих гнёзд. В подземных ходах и камерах (а также в камерах в сухих ветках) могут накапливать несколько тысяч высушенных тлей. Семьи содержат одну матку (моногинные) и несколько тысяч рабочих особей.

## Систематика
Выделяют подвиды:
- Crematogaster subdentata flavicapilla Ruzsky, 1905
- Crematogaster subdentata kaschgariensis Forel, 1901
- Crematogaster subdentata kuznetzovi Staercke, 1935
- Crematogaster subdentata subdentata Mayr, 1877